# Hartwig Neumann
Hartwig Neumann (* 29. April 1942 in Brandenburg; † 7. Januar 1992 in Jülich) war ein deutscher Bauhistoriker und Festungsforscher.

## Leben

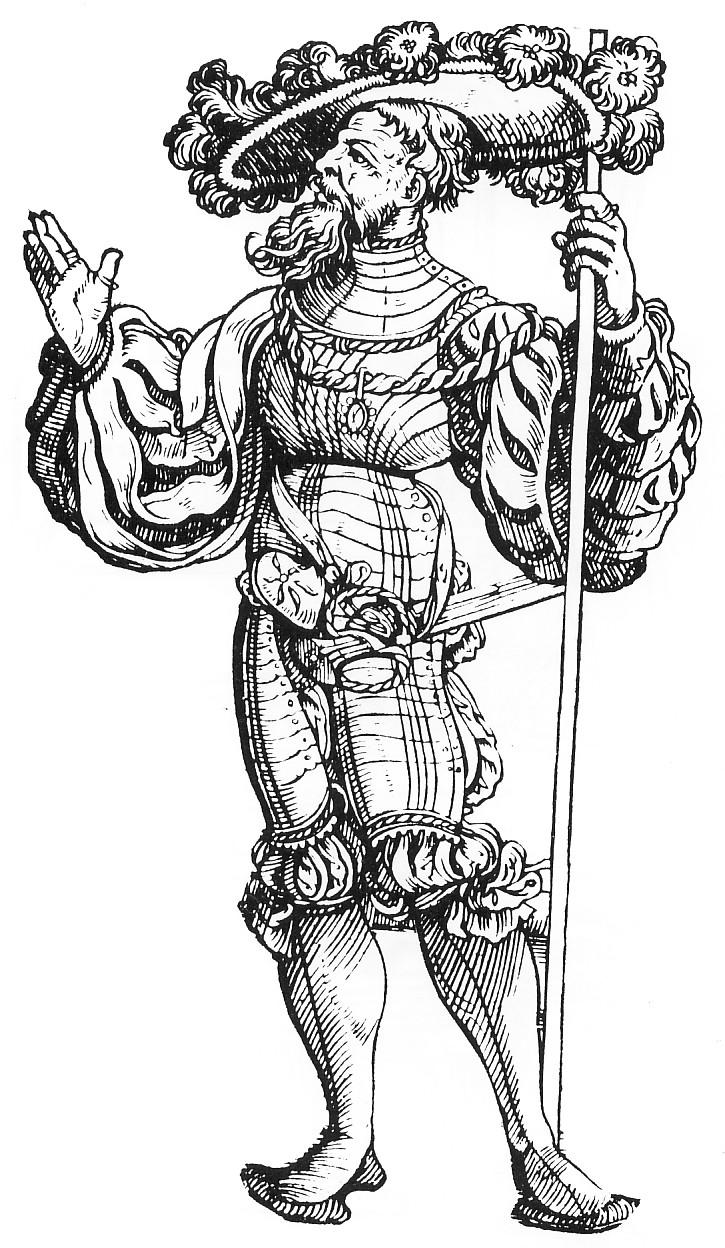
Das selbstgewählte Signet Hartwig Neumanns

Neumann floh 1955 aus der DDR in die Bundesrepublik Deutschland und erlernte zunächst den Beruf des Chemotechnikers. Von 1968 bis 1971 studierte er an der Pädagogischen Hochschule in Bonn Geschichte, Germanistik und Chemie. Seine Staatsexamensarbeit trug den Titel „Die Zitadelle Jülich – Ein Gang durch die Geschichte“ und erschien 1971 in Buchform. 1973 legte Neumann das 2. Staatsexamen ab und war bis zu seinem Tod als Hauptschullehrer an der GHS Ruraue in Jülich tätig. 1985 bis 1990 studierte Neumann an der RWTH Aachen Baugeschichte, Kunstgeschichte und Germanistik und wurde 1990 mit einer von Albrecht Mann (Lehr- und Forschungsgebiet Baugeschichte) betreuten Dissertation über den Bautyp Zeughaus zum Dr. phil. promoviert.
Nach seiner Staatsexamensarbeit beschäftigte sich Neumann weiter mit der Festungsforschung. Über 20 Buchtitel zeugen von seinem wissenschaftlichen Engagement. Im Mittelpunkt seiner Arbeit standen Zitadelle und Festungsstadt Jülich. Neumann veröffentlichte aber auch zahlreiche Bücher und Aufsätze zu anderen deutschen Festungen. Den Charakter eines Standardwerks hat sein 1988 in erster Auflage in Koblenz erschienenes Buch „Festungsbaukunst und Festungsbautechnik“, das einen Überblick der deutschen Militärarchitektur von der frühen Neuzeit bis zur Gegenwart gibt.
Eines von Hartwig Neumanns Hauptinteressensgebieten war die Zitadelle Jülich, um deren Wohl er ständig bemüht war. Diese bedeutende Festung erfreute sich bei der lokalen Stadtverwaltung keines guten Rufes und wurde geflissentlich ignoriert. Hartwig Neumann fällt das Verdienst zu, sie durch unermüdliche Tätigkeit und Publikationen ins öffentliche Bewusstsein zurückgerufen und ihre Zukunft gesichert zu haben – obwohl die damit verbundenen Aktionen zuweilen an Querulanz grenzten.
Die Stadt Jülich ehrte Neumann nach seinem Tode und nannte ihm zu Ehren den Weg, der dem Wallgraben auf der Westseite der Zitadelle folgt, „Hartwig-Neumann-Weg“.

## Veröffentlichungen (Auswahl)
- Die Zitadelle Jülich – Ein Gang durch die Geschichte, Heimatverlag Jos. Fischer, Jülich 1971.
- Der Brückenkopf Jülich – Ein napoleonisches Festungswerk an der Rur, Jülich 1973.
- Die Jülicher Notklippen von 1543, 1610, 1621/22, Jülich 1974.
- Die Hofkapelle von Schloss Jülich in der Zitadelle, Neuß 1979.
- Die Festung Wülzburg, Weissenburg 1980.
- Zitadelle Jülich. Großer Kunst- und Bauführer, Jülich 1986.
- Das Rurtor „Hexenturm“ in Jülich, Neuß 1987.
- Festungsbaukunst und Festungsbautechnik. Deutsche Wehrbauarchitektur vom XV.–XX. Jahrhundert, Koblenz 1988.
- Die Klassizistische Grossfestung Koblenz. Eine Festung im Wandel der Zeit (gemeinsam mit Udo Liessem), Koblenz 1989.
- Das Zeughaus. Die Entwicklung eines Bautyps von der spätmittelalterlichen Rüstkammer zum Arsenal im deutschsprachigen Bereich vom XV. bis XIX. Jahrhundert, Bonn 1990.
- Stadt und Festung Jülich auf bildlichen Darstellungen, Bonn 1991.